# Sharon (Massachusetts)
Sharon è un comune degli Stati Uniti d'America facente parte della contea di Norfolk nello stato del Massachusetts.